# Василевка (Криничанский район)
Василевка (укр. Василівка) — село,
Быковский сельский совет,
Криничанский район,
Днепропетровская область,
Украина.
Код КОАТУУ — 1222081703. Население по переписи 2001 года составляло 148 человек.

## Географическое положение
Село Василевка находится на расстоянии в 2 км от села Быково.
По селу протекает пересыхающий ручей с запрудой.
Рядом проходит автомобильная дорога Т-0415.